# Babah Rot (Tadu Raya)
Babah Rot is een bestuurslaag in het regentschap Nagan Raya van de provincie Atjeh, Indonesië. Babah Rot telt 950 inwoners (volkstelling 2010).